# Мадагаскарські вологі ліси
Мадагаскарські вологі ліси або Мадагаскарські низинні ліси (ідентифікатор WWF: AT0117) — афротропічний екорегіон тропічних та субтропічних вологих широколистяних лісів, розташований на сході Мадагаскару.

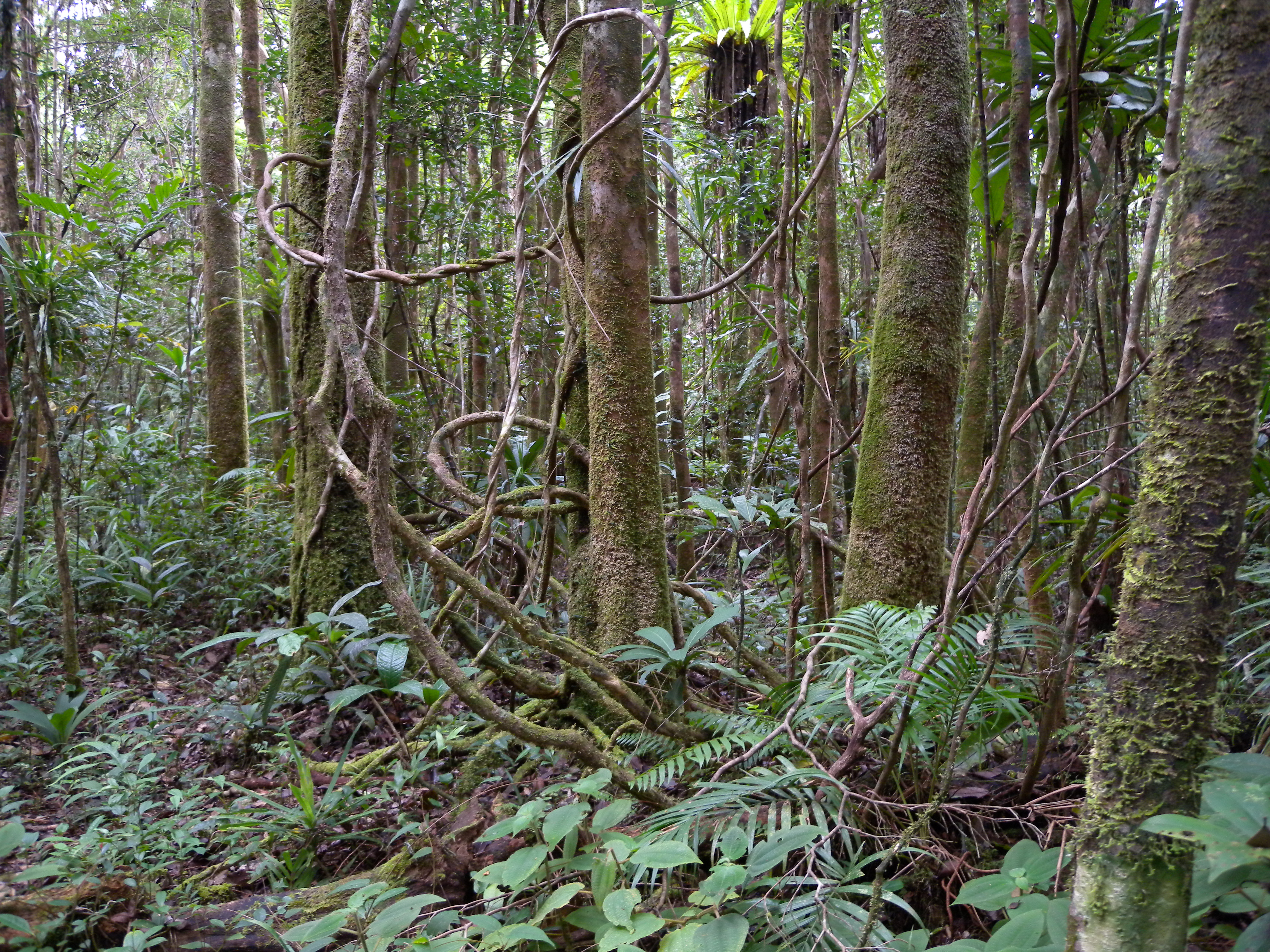
Ландшафт Національного парку Масоала

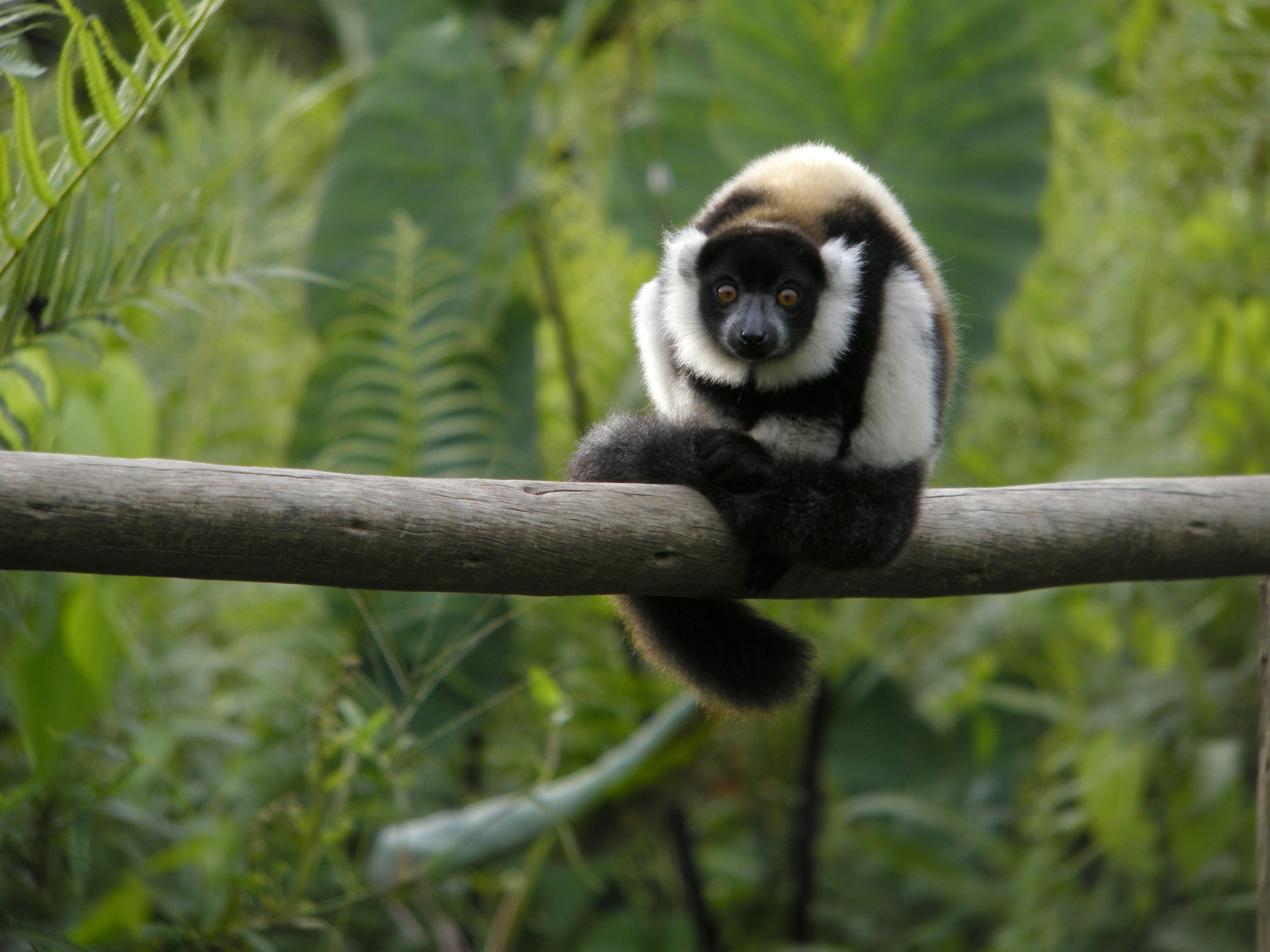
Молодий чорно-білий варі (Varecia variegata)

## Географія
Екорегіон мадагаскарських вологих лісів охоплює вузьку смугу, що простягається з півночі на південь вздовж східного узбережжя острова Мадагаскар, переважно на території регіонів Сава, Аналанджірофу, Ацинанана, Ватоваві, Фітувінані, Ацимо-Ацинанана та Анузі, а також деякі сусідні острівці, найбільшими з яких є Нусі-Бураха та Нусі-Мангабе.
Основу вузької смуги низовин шириною близько 50 км, що лежать на східному узбережжі Мадагаскару, переважно складають метаморфічні та магматичні породи фундаменту, перекриті алювіальними відкладами. На північ від бухти Антунгіла зустрічаються мармури та кварцити, а на узбережжі Індійського океану — неконсолідовані піски.
На захід від прибережних низовин лежить гористе Центральне нагір'я, також відоме як Високе плато, з якого на схід стікають численні річки, утворюючи водоспади. Найбільшою з цих річок є Мангоро, а серед інших річок регіону слід відзначити Фараоні, Манінгурі та Мананара. На Центральному нагір'ї, на висоті понад 800 м над рівнем моря, вологі ліси екорегіону переходять у мадагаскарські помірно вологі ліси. На північному краю екорегіону, в околицях Вухемара, вологі ліси змінюються на мадагаскарські сухі листяні ліси, а на південному краю екорегіону, у місцевості, що лежить в дощовій тіні Анусієнських гір, вологі ліси різко переходять у сухі перехідні ліси, а ті — у мадагаскарські колючі хащі.

## Клімат
На більшій частині екорегіону переважає вологий екваторіальний клімат (Af за класифікацією кліматів Кеппена), а на східних схилах Високого плато — вологий субтропічний клімат (Cfa за класифікацією Кеппена). Завдяки південно-східним пасатам, що дмуть з Індійського океану, середньорічна кількість опадів в екорегіоні становить понад 2000 мм, а у деяких районах, зокрема на півострові Масоала, вона може досягати 6000 мм. Влітку, з листопада по березень, іноді трапляються циклони, які можуть спричинити значні руйнування, а взимку, з травня по вересень, клімат стає більш прохолодним і часто трапляються тумани. Сухий сезон триває менше двох місяців. Середньорічна температура в екорегіоні становить близько 26 °C.

## Флора
Основними рослинними угрупованнями екорегіону є низинні дощові ліси, флористичний склад та структура яких змінюється з висотою. На висоті 800 м над рівнем моря, а у деяких місцевостях вже на висоті 600 м над рівнем моря, низинні дощові ліси переходять у вологі гірські ліси. Дерева тут стають нижчими, а підлісок — більш густим.
Серед дерев, що складають основу лісів екорегіону, слід відзначити різні види хурми (Diospyros spp.), дальбергій (Dalbergia spp.), окотей (Ocotea spp.), симфоній (Symphonia spp.) та тамбурісс (Tambourissa spp.), крони яких розташовані на висоті понад 30 м над землею. Над лісовим наметом височіють поодинокі емерджентні дерева. До таких дерев належать хафотраранові дерева (Neobrochoneura acuminata) та деякі види канаріумів (Canarium spp.) і альбіцій (Albizia spp.). Однією з характерних рис дощових лісів екорегіону є високе різноманіття панданів (Pandanus spp.), пальм (Arecaceae), бамбуків (Bambusoideae) та епіфітних орхідей (Orchidaceae). Так, 97 % зі 171 виду мадагаскарських пальм є ендеміками острова, і більшість з них зустрічаються в лісах на сході Мадагаскару.
Загалом флора екорегіону вирізняється високим різноманіттям та надзвичайно високим рівнем ендемізму: близько 82 % видів рослин є ендеміками регіону. Серед ендеміків екорегіону слід відзначити орхідею Дарвіна (Angraecum sesquipedale), яка має шпорець довжиною 35 см. Її відкриття змусило відомого натураліста Чарлза Дарвіна зробити припущення, що в лісах східного Мадагаскару має існувати комаха з хоботком відповідної довжини. Коли нарешті було виявлено метелика Xanthopan praedicta з дуже довгим хоботком, це стало відомим доказом теорії еволюції.

## Фауна
Фауна екорегіону також вирізняється високим різноманіттям та рівнем ендемізму. Тут зустрічаються представники всіх п'яти родин лемурів, зокрема 15 ендемічних видів та підвидів цих приматів. Серед ендемічних або майже ендемічних лемурів, що зустрічаються в екорегіоні, слід відзначити ай-ай (Daubentonia madagascariensis), волохатовухого лемура (Allocebus trichotis), чорно-білого варі (Varecia variegata), рудого варі (Varecia rubra), індрі (Indri indri), східного шерстистого лемура (Avahi laniger), діадемового сіфаку (Propithecus diadema), сіфаку Мілна-Едвардса (Propithecus edwardsi), золотистого лемура (Hapalemur aureus), широконосого лемура (Hapalemur simus), сіроголового лемура (Eulemur cinereiceps), рудобородого лемура (Eulemur collaris), рудочеревого лемура (Eulemur rubriventer), великого макі (Cheirogaleus major), авахі Мура (Avahi mooreorum), а також три види лепілемурів (Lepilemur) та близько десяти видів мишачих лемурів (Microcebus), майже всі з яких були відкриті у XX столітті. Більшість з них перебувають під загрозою зникнення внаслідок знищення природного середовища.
Серед інших ссавців, поширених на сході Мадагаскару, слід відзначити звичайного тенрека (Tenrec ecaudatus), великого їжакового тенрека (Setifer setosus), шість видів хижих ссавців з родини фаналукових, зокрема фоссу (Cryptoprocta ferox), фаналуку (Fossa fossana) та ендемічного бурохвостого мунго (Salanoia concolor), а також представники шести ендемічних родів гризунів та кілька ендемічних видів рукокрилих.
В екорегіоні спостерігається найбільше різноманття птахів на Мадагаскарі. Серед 165 видів птахів, що гніздяться в екорегіоні, 42 види є ендемічними або майже ендемічними. Багато з них, зокрема рудохвості лемурки (Newtonia fanovanae) та малагасійські тетраки (Xanthomixis tenebrosa), належать до ендемічних родин роутелових (Mesitornithidae), підкіпкових (Brachypteraciidae), асітових (Philepittidae) та малагасійникових (Bernieridae), представники яких поширені виключно на Мадагаскарі. Деякі види, зокрема бурі роутело (Mesitornis unicolor), рудоволі коуа (Coua serriana), чорновусі підкіпки (Geobiastes squamiger), червонодзьобі ванги (Hypositta corallirostris), товстодзьобі ванги (Euryceros prevostii) та чорні ванги (Oriolia bernieri), поширені переважно в низинних лісах, але також зустрічаються на низьких висотах вологих гірських лісів. Мадагаскарські змієїди (Eutriorchis astur), коротконогі підкіпки (Brachypteracias leptosomus), мадагаскарські сипухи (Tyto soumagnei), східні ванги-вузькодзьоби (Xenopirostris polleni) та емухвости (Bradypterus brunneus), зустрічаються як в гірських, так і в низинних лісах, а руді ванги (Schetba rufa) та малагасійські вінаго (Treron australis) зустрічаються як у вологих лісах на сході Мадагаскару, так і в сухих лісах на заході острова. На острові Нусі-Бураха, розташованого біля північно-східного узбережжя Мадагаскару, раніше зустрічалися ендемічні біловолі коуа (Coua delalandei), однак вони вимерли у XIX столітті внаслідок знищення природного середовища.
Герпетофауна екорегіону включає багато ендемічних плазунів та земноводних. Серед поширених в екорегіоні ендемічних плазунів слід відзначити хамелеонів — Calumma gallus, C. cucullatum, C. furcifer, Furcifer bifidus, B. superciliaris та Brookesia therezieni, геконів — Paroedura masobe, Ebenavia inunguis, Matoatoa spannringi, Phelsuma antanosy, P. serraticauda, P. masohoala, P. flavigularis, Lygodactylus bivittis, Uroplatus lineatus, U. malama та Blaesodactylus antongilensis, сцинків — Amphiglossus astrolabi і Brachyseps frontoparietalis, та змій — Pseudoxyrhopus sokosoko, P. tritaeniatus, P. microps, P. heterurus, Micropisthodon ochraceus, Ithycyphus goudoti, I. perineti, I. oursi та Brygophis coulangesi. Серед ендемічних амфібій, що зустрічаються на сході Мадагаскару, слід відзначити Dyscophus antongilii, Heterixalus alboguttatus, Mantella aurantiaca, M. pulchra, M. laevigata, Mantidactylus argenteus, Guibemantis flavobrunneus, Gephyromantis klemmeri, G. redimitus, Boehmantis microtympanum та Spinomantis microtis. Загалом ендеміками екорегіону є близько 50 видів плазунів, 29 видів амфібій та понад 100 видів прісноводних риб, багато з яких перебувають під загрозою зникнення.

## Збереження
Низинні дощові ліси Мадагаскару збереглися загалом краще, ніж ліси, поширені на Центральному нагір'ї, однак вони також значно постраждали від діяльності людини. Однією з головних загроз для збереження природи екорегіону є поширена практика підсічно-вогневого землеробства. Серед інших загроз слід відзначити масштабну вирубку лісів, а також експлуатація окремих лісових видів, зокрема пальм та папоротей, у декоративних цілях, що може підірвати цілісність лісової екосистеми. Лише в деяких районах Східного Мадагаскару, зокрема на півострові Масоала, збереглися великі масиви лісів, що безперервно простягаються через усі градієнти висоти, починаючи з рівня моря.
Оцінка 2017 року показала, що 10 776 км², або 10 % екорегіону, є заповідними територіями. Природоохоронні території включають: Національний парк Аналамазаотра, Національний парк Андасібе-Мантадіа, Національний парк Андохахела, Національний парк Марожежі, Національний парк Раномафана, Національний парк Масоала, Національний парк Захамена, Спеціальний заповідник Каламбатрітра, Спеціальний заповідник Маномбо, Спеціальний заповідник Мангерівола, Природний заповідник Цітонгамбаріка та Природний заповідник Амбато-Ацінанана.